# Afrikai erdeibagoly
Az afrikai erdeibagoly (Strix woodfordii) a madarak (Aves) osztályának a bagolyalakúak (Strigiformes) rendjéhez, ezen belül a bagolyfélék (Strigidae) családjához tartozó faj.

## Rendszerezése
A fajt Andrew Smith skót ornitológus írta le 1834-ben, a Noctua nembe Noctua Woodfordii néven.

## Alfajai
- Strix woodfordii nigricantior (Sharpe, 1897)
- Strix woodfordii nuchalis (Sharpe, 1870)
- Strix woodfordii umbrina (Heuglin, 1863)
- Strix woodfordii woodfordii (A. Smith, 1834)[2]

## Előfordulása
Afikában, Angola, Benin, Bissau-Guinea, Botswana, Burundi, a Dél-afrikai Köztársaság, Dél-Szudán, Elefántcsontpart, Egyenlítői-Guinea, Etiópia, Gabon, Gambia, Ghána, Guinea, Kamerun, Kenya, a Kongói Demokratikus Köztársaság, a Kongói Köztársaság, a Közép-afrikai Köztársaság, Libéria, Malawi, Mozambik, Namíbia, Nigéria, Ruanda, Szenegál, Sierra Leone, Szomália, Szudán, Szváziföld, Tanzánia, Togo, Uganda, Zambia és Zimbabwe területén honos. 
A természetes élőhelye a szubtrópusi vagy trópusi síkvidéki- és hegyi esőerdők, szavannák és cserjések, valamint ültetvények. Állandó, nem vonuló faj.

## Megjelenése
Testhossza 30–35 centiméter, a hím testtömege 240–270 gramm, a tojó nagyobb, eléri a 285–350 grammot. Egyszerű barnás színezetű madár, jellegzetes bélyege sötét szemei.
|  |  |

## Életmódja
Elsősorban rovarokkal és egyéb ízeltlábúakkal táplálkozik, de elkaphat kisebb gyíkokat, rágcsálókat és apróbb madarakat is.

## Szaporodása
Költési időszaka júliustól októberig tart. Tojásait fák odvába rakja, fészket nem készít. A tojó 1–3 tojást rak, melyeken 30–31 napig kotlik.A fiatalok három-négy héttel kikelésük után elhagyják az odút és a környező ágakra ülnek ki. Ilyenkor még nem tudnak repülni, arra még heteket várniuk kell. A röpképességük elérése után is sokáig követelnek táplálékot szüleiktől. Sokszor önállósodásuk után is a szülőmadarakkal maradnak, egészen a következő szaporodási időszakig, amikor az öregek elűzik őket a territóriumukból.

## Természetvédelmi helyzete
Az elterjedési területe rendkívül nagy, egyedszáma pedig stabil. A Természetvédelmi Világszövetség Vörös listáján nem fenyegetett fajként szerepel.

## Külső hivatkozások
- Képek az interneten a fajról
- Internet Bird Collection - videók a fajról
- Xeno-canto.org - a faj hangja és elterjedési területe